# Лейбористская партия Сент-Люсии
Лейбористская партия Сент-Люсии (англ. Saint Lucia Labour Party SLP) — социал-демократическая партия в Сент-Люсии. Партия занимает 13 из 17 мест в Палате собрания и 6 из 11 в Сенате.

## История
Партия была создана в 1950 году при поддержке Кооперативного союза рабочих Сент-Люсии. На первых выборах, проведённых в 1951 году, партия, возглавляемая Джорджем Чарльзом, получила пять из восьми мест в Палате собрания. Она сохранила все пять мест на выборах 1954 года и увеличила своё большинство до семи из восьми мест в 1957 году и девяти из десяти мест в 1961 году.
В 1964 году партия впервые проиграла выборы: Объединённая рабочая партия, отколовшаяся от Лейбористской партии, объединившись с Народной прогрессивной партией, получила шесть из десяти мест, а Лейбористская партия сохранила только два. На выборах 1969 года партия получила ещё одно место, а в 1974 году увеличила своё представительство до семи мест, хотя ОРП осталась у власти, поскольку общее количество мест выросло до 17.
Лейбористская партия вернулась к власти после победы на выборах 1979 года во главе с Алланом Луизи, которого в течение срока сменил на посту премьер-министра Уинстон Сенак, а его самого заменил Майкл Пилигрим. Выборы 1979 года стали первыми выборами, проведёнными после обретения независимости от Соединённого Королевства, провозглашённой 22 февраля 1979 года.
Партия проиграла ОРП выборы 1982 года, заняв только два места, кроме того, одно места получила отколовшаяся Прогрессивная лейбористская партия. Она оставалась в оппозиции после двух выборов в апреле 1987 г., увеличив своё присутствие до 8 мест на обоих выборах, а также в 1992 г. (6/17).
Возглавляемая бывшим министром кабинета министров Кенни Энтони партия выиграла выборы 1997 года, заняв 16 из 17 мест. Она осталась у власти и после выборов 2001 г. (14/17).
На выборах 2006 года она проиграла ОРП, которая за год до этого отозвала Джона Комптона с поста лидера. Кенни Энтони оставался лидером партии на протяжении времени её нахождения в лояльной оппозиции. Лейбористская партия выиграла выборы в 2011 г, получив 11 из 17 мест и победив лидера ОРП Стивенсона Кинга, в 2007 году сменившего Джона Комптона на посту премьер-министра после его смерти.
Лейбористская партия проиграла выборы ОРП в 2016 году с 11 местами против 6, Кенни Энтони ушёл с поста лидера партии. 18 июня 2016 года в качестве лидера партии был утверждён бывший заместитель премьер-министра Филип Пьер.

## Премьер-министры от партии
| No. | Фото | Имя (годы жизни)          | Избран         | Срок пребывания на посту | Срок пребывания на посту | Срок пребывания на посту | Примечания |
| No. | Фото | Имя (годы жизни)          | Избран         | Встуление                | Уход                     | Время                    | Примечания |
| --- | ---- | ------------------------- | -------------- | ------------------------ | ------------------------ | ------------------------ | ---------- |
| 1   |      | Аллан Луизи (1916–2011)   | 1979           | 2 июля 1979              | 4 мая 1981               | 1 год 306 дней           | [ 9 ]      |
| 2   |      | Уинстон Сенак (1925–2004) | —              | 4 мая 1981               | 17 января 1982           | 258 дней                 | [ 9 ]      |
| 3   |      | Кенни Энтони (род. 1951)  | 1997 2001      | 24 мая 1997              | 11 декабря 2006          | 9 лет 201 день           | [ 9 ]      |
| 3   | 2011 | Кенни Энтони (род. 1951)  | 30 ноября 2011 | 7 июня 2016              | 4 года 190 дней          |                          | [ 9 ]      |
| 4   |      | Филип Пьер (род. 1954)    | 2021           | 28 июля 2021             | В должности              | 212 дней                 | [ 10 ]     |

## Выборы
| Выборы           | Лидер         | Количество голосов | %      | Количество мест | +/–  | Место | Результат                 |
| ---------------- | ------------- | ------------------ | ------ | --------------- | ---- | ----- | ------------------------- |
| 1951             | Джордж Чарльз | 7,648              | 49.6%  | 5 из 8          | ▲ 5  | ▲ 1   | Правительство большинства |
| 1954             | Джордж Чарльз | 7,462              | 47.4%  | 5 из 8          | ▬    | ▬ 1   | Правительство большинства |
| 1957             | Джордж Чарльз | 14,345             | 66.5%  | 7 из 8          | ▲ 2  | ▬ 1   | Правительство большинства |
| 1961             | Джордж Чарльз | 11,898             | 61.5%  | 9 из 10         | ▲ 2  | ▬ 1   | Правительство большинства |
| 1964             | Джордж Чарльз | 5,617              | 30.1%  | 2 из 10         | ▼ 7  | ▼ 2   | Оппозиция                 |
| 1969             | Кеннет Фостер | 8,271              | 36.1%  | 3 из 10         | ▲ 1  | ▬ 2   | Оппозиция                 |
| 1974             | Аллан Луизи   | 14,554             | 44.5%  | 7 из 17         | ▲ 4  | ▬ 2   | Оппозиция                 |
| 1979             | Аллан Луизи   | 25,294             | 56.2%  | 12 из 17        | ▲ 5  | ▲ 1   | Правительство большинства |
| 1982             | Питер Джози   | 8,122              | 16.7%  | 2 из 17         | ▼ 10 | ▼ 2   | Оппозиция                 |
| 1987 (6 апреля)  | Джулиан Ханте | 18,889             | 38.3%  | 8 из 17         | ▲ 6  | ▬ 2   | Оппозиция                 |
| 1987 (30 апреля) | Джулиан Ханте | 21,515             | 40.8%  | 8 из 17         | ▬    | ▬ 2   | Оппозиция                 |
| 1992             | Джулиан Ханте | 25,565             | 43.2%  | 6 из 17         | ▼ 2  | ▬ 2   | Оппозиция                 |
| 1997             | Кенни Энтони  | 44,153             | 61.3%  | 16 из 17        | ▲ 8  | ▲ 1   | Правительство большинства |
| 2001             | Кенни Энтони  | 34,053             | 56.0%  | 14 из 17        | ▼ 2  | ▬ 1   | Правительство большинства |
| 2006             | Кенни Энтони  | 36,604             | 48.3%  | 6 из 17         | ▼ 8  | ▼ 2   | Оппозиция                 |
| 2011             | Кенни Энтони  | 42,456             | 50.99% | 11 из 17        | ▲ 5  | ▲ 1   | Правительство большинства |
| 2016             | Кенни Энтони  | 37,148             | 44.07% | 6 из 17         | ▼ 5  | ▼ 2nd | Оппозиция                 |
| 2021             | Филип Пьер    | 43,798             | 50.14% | 13 из 17        | ▲ 7  | ▲ 1   | Правительство большинства |